# Alois Dessauer

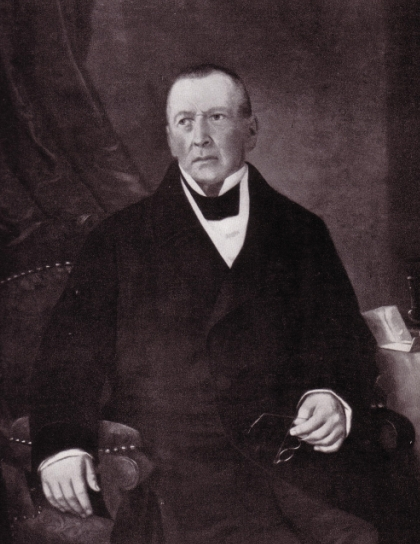
Alois Dessauer

Alois Dessauer (geb. als Aron Baruch Dessauer, * 21. Februar 1763 in Gochsheim (Kraichtal); † 11. April 1850 in Aschaffenburg) war ein ehemals kurmainzischer Hofbankier und Militäradmodiator (Heereslieferant) sowie Papierfabrikant.

## Leben
Er wurde als Aron Baruch, Sohn des jüdischen Gemeindevorstehers Baruch Dessauer († 17. März 1772 Gochsheim/Baden) und Mindel Seligmann († 20. Februar 1795 Gochsheim/Baden), Tochter des Nathan Seligmann aus Gochsheim/Baden, geboren. Er kam 1792 nach Königshofen ob der Tauber (Baden) und heiratete dort Behlasina (Belusina, Beile) David (* 25. Juni 1775 Königshofen; † 11. Juni 1819 Aschaffenburg), Tochter des Joseph David († 1824), Bürger und Handelsmann in Königshofen, und der Henriette Sontheim. Sein Großvater war Jacob David, genannt „der Reiche“ († 1783), Bürger von Königshofen.
1798 kam der Kaufmann, ehemals Churmainzische Hofbankier und Militäradmotiator mit seiner Familie nach Aschaffenburg. Dessauer wurden beste Beziehungen zum Fürstprimas Karl Theodor von Dalberg nachgesagt; dennoch begann der soziale Aufstieg erst nach seiner (katholischen) Taufe im Jahre 1805. Am 23. August 1805 wurden Aron Baruch, seine Frau Behlasina und die 3 Kinder in der Pfarrkirche St. Agatha in Aschaffenburg getauft. Bei der Annahme eines Taufnamens wurde häufig der Anfangsbuchstabe beibehalten, so wurde aus Aron Alois, seine Ehefrau erhielt die Namen Anna Elisabeth und die Kinder erhielten die Namen Joseph, Georg und Karl Friedrich. Das vierte Kind Franz Johann wurde bereits bei der Geburt katholisch getauft.
Am 5. September 1805 entrichtete er 15 Gulden und 34 Kreuzer Bürgereinzugsgeld und erhielt noch am selben Tag die Bürgerannahme der Stadt Aschaffenburg. Dessauer wurde nun in den verschiedensten Branchen aktiv, so z. B. als Papierhändler, Steintafel- und Feintuschefabrikant und gründete 1810 die Aschaffenburger Buntpapierfabrik. Er genoss in der Bürgerschaft hohes Ansehen und wurde 1805 bereits Ehrenmitglied der Schützengesellschaft und 1826 Magistratsrat.

## Söhne
Seine Söhne erlangten, teils in Aschaffenburg, teils in München, größere Bedeutung als ihr Vater:

### Joseph Dessauer
(* 21. November 1793 Königshofen ob der Tauber, † 27. Juli 1853 Aschaffenburg)
Er war in der väterlichen Fabrik tätig, heiratete am 5. März 1821 in Frankfurt am Main (Dompfarrei) Rosina (Rosa) Clara Guillelmine Feldmann (* 4. April 1802 Eupen, † 13. März 1886 Aschaffenburg), Tochter des Friedrich Karl Joseph Feldmann und der Maria Katharina Juliana Verken.
Aus der Ehe gingen 3 Kinder hervor:

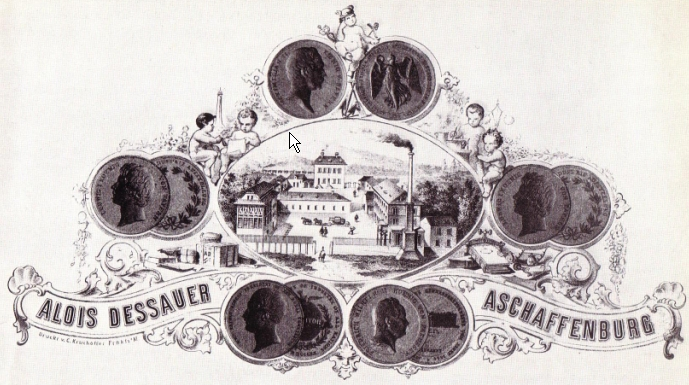
Briefkopf der Alois Dessauerschen Buntpapierfabrik mit Ansicht des Werks "Auhof" (Stahlstich nach 1854)

- Elisabeth Juliane Katharina Dessauer (* 21. Juni 1822 Aschaffenburg, † 8. September 1879 Aschaffenburg) heiratete am 21. März 1840 in Aschaffenburg Friedrich Joseph Ernst (* 2. Februar 1813 Aschaffenburg, † 15. Januar 1876 Aschaffenburg), Sohn des Jakob Ernst und der Theresia Pennerich. Friedrich Joseph Ernst und sein Schwager Alois Joseph Dessauer waren ab 1853 Inhaber der Alois Dessauer’schen Buntpapierfabrik, später Buntpapierfabrik AG in Aschaffenburg.

- Alois Joseph Dessauer (* 19. April 1824 Aschaffenburg, † 4. April 1892 Aschaffenburg)

- Franz Friedrich Karl Dessauer (* 6. Januar 1827 Aschaffenburg, † 22. Oktober 1827 Aschaffenburg)

Joseph Dessauer wurde am 9. August 1826 als Bürger und Handelsmann in Aschaffenburg angenommen. Am 22. März 1849 wurde er zum Major und Kommandanten des Landwehr-Bataillons Goldbach befördert.

### Georg Dessauer
(* 19. September 1795 Königshofen ob der Tauber, † 8. Januar 1870 Kochel)
Als Nathan geboren wurde er später Jurist. Als „wirklicher Hofrat“ und Rechtsanwalt in München erhob ihn König Ludwig I. von Bayern am 31. März 1837 in den erblichen Adelsstand (Georg von Dessauer), entzog ihm jedoch 1859 wegen Urkundenfälschung den Hofrats- und Adelstitel wieder; er wurde zu sechs Jahren Festungshaft verurteilt. Am 21. September 1823 heiratete er in Schwenningen (bei Blindheim, Krs. Dillingen) Ludovika (Luise) Theresia Eleonora Katharina von Linder (* 3./4. November 1805 in Straubing, † 3. September 1892 in Kochel) Tochter des Appellationsgerichtsrats Franz Xaver von Linder, Gutsbesitzer in Schwenningen und der Eleonora Knorr (1787–1866) aus Dachau. Aus dieser Ehe gingen 11 Kinder hervor.

### Karl Friedrich Dessauer
(* 18. September 1799 Aschaffenburg, † 23. Juni 1845 München)
Er spielte eine bedeutsame Rolle in der Firmengeschichte der Aschaffenburger Buntpapierfabrik und war Mitglied der Handelskammer für Unterfranken und Aschaffenburg. Am 20. September 1824 heiratete er in Vaals (Niederlande) Amalie Katharina (Carolina) Theresia Feldmann (* 15. August 1803 Eupen, † 14. Januar 1879 Aschaffenburg), Tochter des Friedrich Karl Joseph Feldmann und der Maria Katharina Julie Vercken.
Aus dieser Ehe gingen 6 Kinder hervor.

### Franz Johann Dessauer

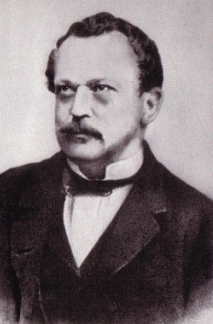
Franz Johann Dessauer (1805–1872)

(* 17. Juni 1805 Aschaffenburg, † 26. Oktober 1872 Wien)
Gleich am Tage seiner Geburt wurde der jüngste Sohn in der Pfarrkirche St. Agatha katholisch getauft. Am 19. Oktober 1829 bat er als Handlungscommis um die Zulassung zur Prüfung zum Handelsmann, der am 26. Oktober 1829 als dieser und Bürger in Aschaffenburg angenommen wurde. Er heiratete am 25. November 1829 Alberta (Berta) Katharina Theresia Molitor (* 5. April 1810 Aufenau, † 10. Mai 1888 Aschaffenburg), Tochter des Kreis- und Stadtgerichtsrats Cosmas Damian Hatardus Molitor (1785–1852) und der Elisabeth (Lisette) Franziska Katharina Merz (1786–1856), die ihm 13 Kinder gebar.
Er schied 1850 aus der „Alois Dessauer’schen Buntpapierfabrik“ aus und gründete 1851 die „Franz Dessauer’sche Buntpapierfabrik“, die spätere „Buntpapierfabrik A.G. Aschaffenburg“. Er war auch als kgl. spanischer und portugiesischer Konsul tätig und betrieb eine „Generalagentur für Auswanderer nach Amerika“ (über Le Havre).
Seine letzte Ruhestätte fand er im Familiengrab auf dem Aschaffenburger Altstadtfriedhof.
Der Sohn Philipp Dessauer (4. Kind) trat in die Fußstapfen seines Vaters.
Ein Enkel von Franz Dessauer war der am 19. Juli 1881 in Aschaffenburg geborene Biophysiker und Ingenieur Friedrich Dessauer. Er war nicht nur ein führender Röntgenpionier, sondern auch Reichstagsabgeordneter (1924–1933) und Ehrenbürger der Stadt Aschaffenburg. Die ehemalige Oberrealschule wurde nach Dessauer benannt und trägt heute den Namen Friedrich-Dessauer-Gymnasium Aschaffenburg.

## Grabstätte

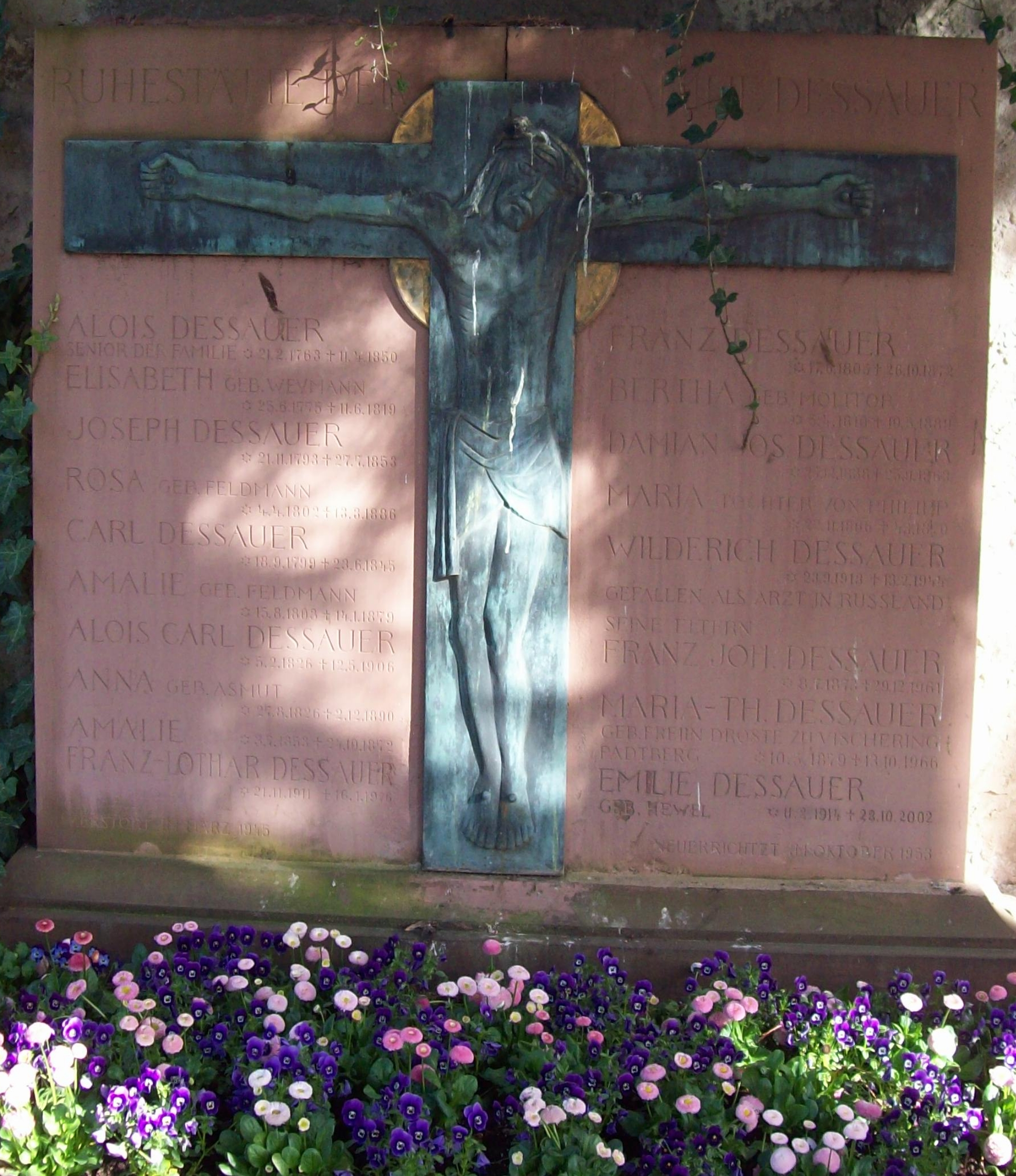
Grabstätte im Altstadtfriedhof Aschaffenburg

Auf dem Altstadtfriedhof Aschaffenburg befindet sich die Grabstätte der Familie Dessauer mit folgender Inschrift:
| RUHESTÄTTE DER Alois Dessauer Senior der Familie * 21.2.1763 † 11.4.1850 Elisabeth geb. Weymann * 25.6.1775 † 11.6.1819 Joseph Dessauer * 21.11.1793 † 27.7.1853 Rosa geb. Feldmann * 4.4.1802 † 18.3.1886 Carl Dessauer * 18.9.1799 † 23.6.1845 Amalie geb. Feldmann * 15.8.1803 † 14.1.1879 Alois Carl Dessauer * 5.2.1826 † 12.6.1906 Anna geb. Asmut * 27.8.1826 † 2.12.1890 Amalie * 3.7.1853 † 24.10.1872 Franz Lothar Dessauer * 21.11.1911 † 16.1.1976 zerstört März 1945 |  | FAMILIE DESSAUER Franz Dessauer * 17.6.1805 † 26.10.1872 Bertha geb. Molitor * 6.4.1810 † 10.6.1881 Damian Jos. Dessauer * 27.12.1838† 25.9.1863 Maria Tochter von Philipp * 22.11.1866 † 4.1.1870 Wilderich Dessauer * 23.9.1913 † 13.2.1944 gefallen als Arzt in Rußland seine Eltern Franz Joh. Dessauer * 8.7.1873 † 29.12.1961 Maria Th. Dessauer geb. Freiin Droste zu Vischering Padtberg * 10.5.1879 † 13.10.1966 Emilie Dessauer geb. Hewel * 11.2.1914 † 28.10.2002 neu errichtet im Oktober 1953 |